# Wojciech Staręga
Wojciech Staręga (ur. 16 listopada 1939 w Węgrowie – zm. 8 marca 2015) – polski arachnolog.

## Życiorys
Wojciech Staręga urodził się w Węgrowie, jednak dzieciństwo i młodość spędził w Siedlcach. Od 1958 do 1962 roku studiował na Wydziale Biologii Uniwersytetu Warszawskiego. Studia ukończył z tytułem magistra biologii. Od 1958 pracował w Instytucie Zoologii PAN jako młodszy asystent, asystent, adiunkt, aż w końcu docent. Tam też uzyskał w 1969 doktorat. Habilitację uzyskał na Wydziale Biologii i Nauk o Ziemi UAM w Poznaniu w 1977 i w tym też roku zaczął pracę w Zakładzie Biologii ówczesnej Wyższej Szkoły Pedagogicznej w Siedlcach. W latach 1980–81 był dziekanem Wydziału Biologii tejże placówki. w 1986 powrócił do Instytutu Zoologii PAN. W latach 1987–89 pracował w Natal Museum w południowoafrykańskim Pietermaritzburgu. W latach 1990–99 zatrudniony był na Wydziale Biologii Filii Uniwersytetu Warszawskiego w Białymstoku, a potem w Akademii Podlaskiej, skąd przeszedł w 2009 roku na emeryturę. Tytuł profesora otrzymał w 1998 roku.
Wojciech Staręga w swoich badaniach zajmował się ekologią, systematyką i ewolucją stawonogów, głównie pająków i kosarzy. W przypadku tych drugich był autorytetem rangi światowej. Opracował 87 publikacji, z których większość stanowiły obszerne monografie. Opisał wiele nowych gatunków, 12 nowych rodzajów oraz nową podrodzinę. Był także autorem artykułów popularnonaukowych, redaktorem kilku czasopism naukowych, członkiem rad naukowych. Na jego cześć nazwano kilka gatunków i jeden rodzaj kosarzy.